# Back to the Barrooms
Back to the Barrooms är ett musikalbum av Merle Haggard lanserat 1980 på MCA Records. Albumet är ett temaalbum och rör alkoholintag som lösning på kärleksproblem och spruckna relationer. Albumets avslutande låt "I Think I'll Just Stay Here and Drink" nådde förstaplatsen på Billboardlistan för countrysinglar. Albumet nådde i sin tur åttondeplatsen på countryalbumlistan.

## Låtlista
(låtar utan angiven upphovsman komponerade av Merle Haggard)
1. "Misery and Gin" (John Durrill, Snuff Garrett) – 2:50
2. "Back to the Barrooms Again" (Merle Haggard, Dave Kirby) – 2:34
3. "Make-Up and Faded Blue Jeans" – 4:05
4. "Ever-Changing Woman" (Dave Kirby, Curly Putman) – 2:28
5. "Easy Come, Easy Go" (Ian Sutherland) – 3:32
6. "I Don't Want to Sober Up Tonight" – 3:30
7. "Can't Break the Habit" (Merle Haggard, Leona Williams) – 3:04
8. "Our Paths May Never Cross" – 2:44
9. "I Don't Have Any More Love Songs" (Hank Williams, Jr.) – 3:04
10. "Leonard" – 3:39
11. "I Think I'll Just Stay Here and Drink" – 4:31